# Menhir von Menozac’h
Der Menhir von Menozac’h (auch Menhir de Saint Cava oder Men Ozarc'h genannt) steht östlich des Leuchtturms der Île Wrac’h, am Plage de Saint-Cava, in Plouguerneau im Département Finistère an der Nordküste der Bretagne in Frankreich. Der mit Algen bedeckte Menhir ist etwa 1,7 m hoch und misst an der Basis 80 × 50 cm.

## Meeresspiegelanstieg

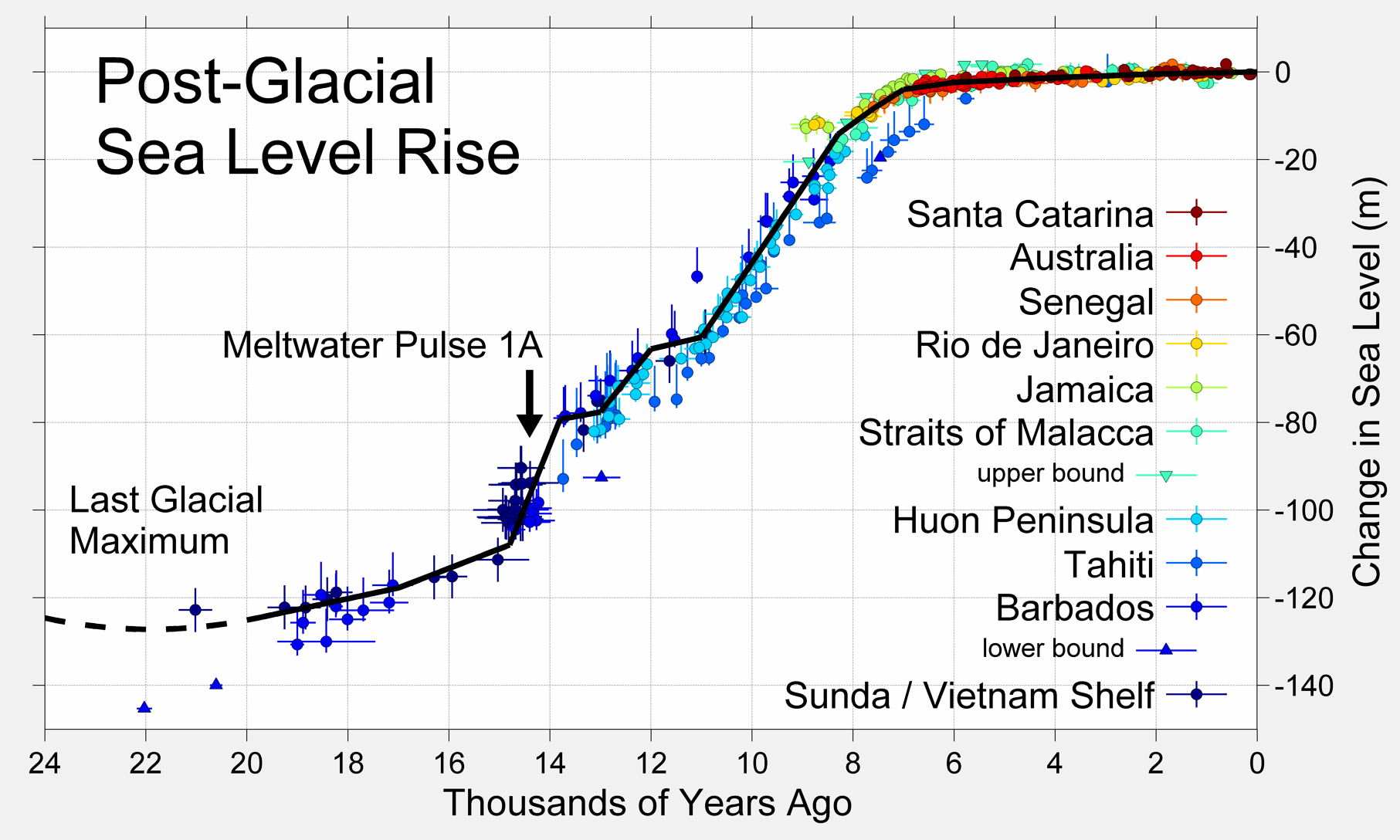
Anstieg des Meeresspiegels in den letzten 24.000 Jahren. Seit der Aufstellung des Menhirs, etwa 4000 v. Chr., stieg er nur mehr um etwa fünf Meter

Einige Megalithen wie die Allée couverte im Estuaire de la Quillimadec werden wie der Menhir von Menozac’h, heute bei Flut völlig überspült. Sie sind Beleg für das Ansteigen des Meeresspiegels seit der Jungsteinzeit, in der die Anlagen nicht derart meernah, sondern auf festem Boden errichtet wurden. Andere Beispiel sind die Allée couverte von Kernic, der Cairn de Îlot-de-Roc’h-Avel der Menhir von Léhan und der Menhir von Penglaouic.